# Conrad Mathias Lunding
Conrad Mathias Lunding (født 29. marts 1791 i København, død 11. marts 1829 sammesteds) var en dansk læge, søn af assessor i Økonomi- og Kommercekollegiet og vicerådmand, senere bankkommissær og justitsråd, Matthias Lunding (1760-1806) og Margrethe f. Matthiessen (1761-1805), bror til Niels Christian og Vilhelm Lunding.
Efter først at have frekventeret Borgerdydskolen i København kom han i Metropolitanskolen og dimitteredes her fra 1809. 1815 underkastede han sig først den kirurgiske, derpå den medicinske eksamen og blev samme år, efter i nogle måneder at have uddannet sig på Fødselsstiftelsen, ansat som medicinsk kandidat, det følgende år som reservemedikus på Frederiks Hospital under O.H. Mynster, efter hvis død (1818) han i nogen tid var konstitueret overmedikus. Samtidig fungerede han som underlæge ved Kongens Livkorps og havde 1816 fået bataillonskirurgs karakter. 1817 erhvervede han sig licentiat-, 1819 doktorgraden.
1820 nedsatte han sig som praktiserende læge i Ringsted, og 1822 udnævntes han til landfysikus i Sjællands nordre fysikat. 1826 blev han som efterfølger af sin svoger F.G. Howitz – hvis søster Louise Frederikke Howitz (1794-1856) han 1822 havde ægtet – ekstraordinær professor i farmakologi og retsmedicin ved universitetet og underaccouchør ved Fødselsstiftelsen, men døde allerede tre år senere af gigtfeber. Betydelige spor kunde han således ikke sætte sig i sin virksomhed, og hans disputatser og nogle i det medicinske Selskabs Acta trykte afhandlinger vise heller ikke særlig fremragende videnskabelige evner, men han nød et godt lov som en kundskabsrig læge og en i alle henseender brav personlighed.